# Alfa Romeo 2000 (1958)
Le Alfa Romeo 2000 sono una serie di vetture prodotte dall'Alfa Romeo dal 1957 al 1962. La gamma 2000 comprende la 2000 berlina, disegnata e costruita direttamente nello Stabilimento del Portello a Milano, la 2000 Spider e, dal 1960, la 2000 Sprint, con carrozzerie disegnate e prodotte rispettivamente dalla Touring e dalla Bertone.
La berlina è meglio nota come Alfa Romeo 2000 berlina (1958) poiché nel 1971 venne presentata al pubblico un'altra auto con lo stesso nome, che non condivide nessuna parte con l'omonima antenata perché basata sulla serie Giulia.

## Storia del modello
Nata per sostituire la 1900 Super, l'ultima versione della rivoluzionaria 1900, da cui ereditò gli organi meccanici praticamente immutati, la nuova 2000 berlina (sigla interna 102) viene presentata al pubblico durante il Salone dell'automobile di Torino nel 1957, mentre le consegne iniziano nel giugno dell'anno successivo. Se meccanicamente la 2000 berlina non subisce cambiamenti sostanziali rispetto alla 1900 Super, eccetto che per il passo allungato a 2720 mm, la carrozzeria è completamente nuova e rispecchia la nuova impostazione comoda della vettura, più votata al comfort che alla sportività. Anche il nome prende le distanze dalla progenitrice perché "sale" da 1900 a 2000 senza alcun cambiamento effettivo di cilindrata.

## La 2000 berlina
Il motore della nuova Alfa Romeo 2000 berlina è un'evoluzione di quello montato sulle 1900 Super, un 4 cilindri in linea 1975 cm3 (alesaggio x corsa: 84,5 x 88 mm) raffreddato ad acqua con basamento in ghisa, testata in alluminio, distribuzione con due alberi a camme in testa comandati da catena, camere di scoppio emisferiche e un carburatore doppio corpo Solex 35 APAI-G, che sviluppa però 105 CV di potenza massima a 5300 giri/min e 15 kgm di coppia massima a 3600 giri/min grazie al rapporto di compressione aumentato a 8,25:1. Il cambio è a 5 marce, tutte sincronizzate, e riesce a far toccare alla vettura i 160 km/h.
Come sulla 1900 Super i freni sono a tamburo su tutte le ruote, alettati e di grandi dimensioni per essere il più possibile efficaci e resistenti, mentre lo sterzo è a vite e rullo. Anche le sospensioni ricopiano lo schema dell'antenata, con le anteriori a ruote indipendenti, secondo lo schema a quadrilateri deformabili, con molle elicoidali, ammortizzatori idraulici telescopici non coassiali e barra antirollio, e le posteriori a ponte rigido, collegato al telaio longitudinalmente tramite due puntoni di duralluminio e centralmente da un triangolo superiore, sempre con molle elicoidali e ammortizzatori idraulici telescopici, stavolta coassiali.
La nuova 2000 è una berlina a 4 porte con carrozzeria in acciaio dalla linea americaneggiante, più imponente, spigolosa e meno sportiva rispetto a quella tondeggiante della 1900 Super. Il frontale è dominato, oltre che dagli anabbaglianti posti sulla sommità dei parafanghi, dal tipico scudetto triangolare Alfa Romeo e da una presa d'aria a tutta larghezza, nella parte bassa, che ingloba anche le luci di posizione e le frecce. La fiancata rettilinea è caratterizzata da un passaruota posteriore squadrato, sottolineato dalla cromatura sottoporta che si estende fino alla coda, e da una sottile striscia cromata che corre dai parafanghi anteriori fino a metà della portiera posteriore. I fanali posteriori a sviluppo verticale sono montati sulla parte finale delle pinne, piuttosto pronunciate e di chiara ispirazione americana, che delimitano il cofano del bagagliaio, su cui si trovano il portatarga cromato e la scritta Alfa Romeo in ottone. Il paraurti posteriore, che ingloba lo scarico sdoppiato all'interno di due aperture ovali sotto le luci, è dotato di rostri come quello anteriore, che è depresso al centro in corrispondenza dello scudetto.
L’abitacolo può accogliere comodamente 6 persone su due file di sedili a panca, ben imbottiti e rivestiti in tessuto e vinile, grazie alla leva del cambio al volante e al comando a maniglia del freno a mano posto sotto la plancia. Il cruscotto, rivestito con del materiale antiriflesso, prevede un solo strumento asimmetrico composto da, a sinistra, tachimetro/contachilometri a sviluppo orizzontale, posto sopra indicatore del livello della benzina, manometro dell’olio e termometro dell'acqua e, a destra, contagiri circolare. Il volante a due razze è in bachelite bianca e nera con un anello cromato per il clacson. Al centro della plancia vi sono il posacenere e un alloggiamento per la radio, alle estremità le bocchette orientabili per la climatizzazione mentre di fronte al passeggero si trova un cassetto portaguanti, chiuso da uno sportello.

## La 2000 Spider Touring

L'Alfa Romeo 2000 Spider ad un Concorso d'eleganza di Cortina d'Ampezzo nell'estate 1959

Insieme alla 2000 berlina, opera dalla casa, viene presentata anche la nuova Alfa Romeo 2000 Spider, disegnata e costruita dalla carrozzeria Touring. Infatti dopo aver scelto la Pinin Farina per produrre la versione cabriolet della 1900 regolarmente messa a listino, l'Alfa Romeo decide di affidare la costruzione della nuova 2000 Spider alla carrozzeria milanese, che in quel periodo si stava trasformando da atelier a vero e proprio costruttore industriale. Nonostante la carrozzeria Touring sia nota per il metodo Superleggera, in cui i pannelli esterni della carrozzeria sono realizzati in alluminio, la 2000 Spider è una moderna vettura monoscocca interamente in acciaio. Questa scelta va inquadrata dall'ottica del contenimento del prezzo rispetto alle precedenti 1900C SS "Superleggere".
La 2000 Spider quindi è una classica vettura scoperta due posti basata sull'autotelaio della berlina, da cui eredita sterzo, freni e sospensioni, ma con passo accorciato da 2720 mm a 2500 mm e motore potenziato a 115 CV grazie all'aumento del rapporto di compressione fino a 8,5:1 e all'adozione di due carburatori doppio corpo Solex 40 PHH. Il cambio è sempre a 5 marce ma ha la leva sul tunnel. Grazie a queste modifiche e alla diversa carrozzeria la spider tocca i 175 km/h.

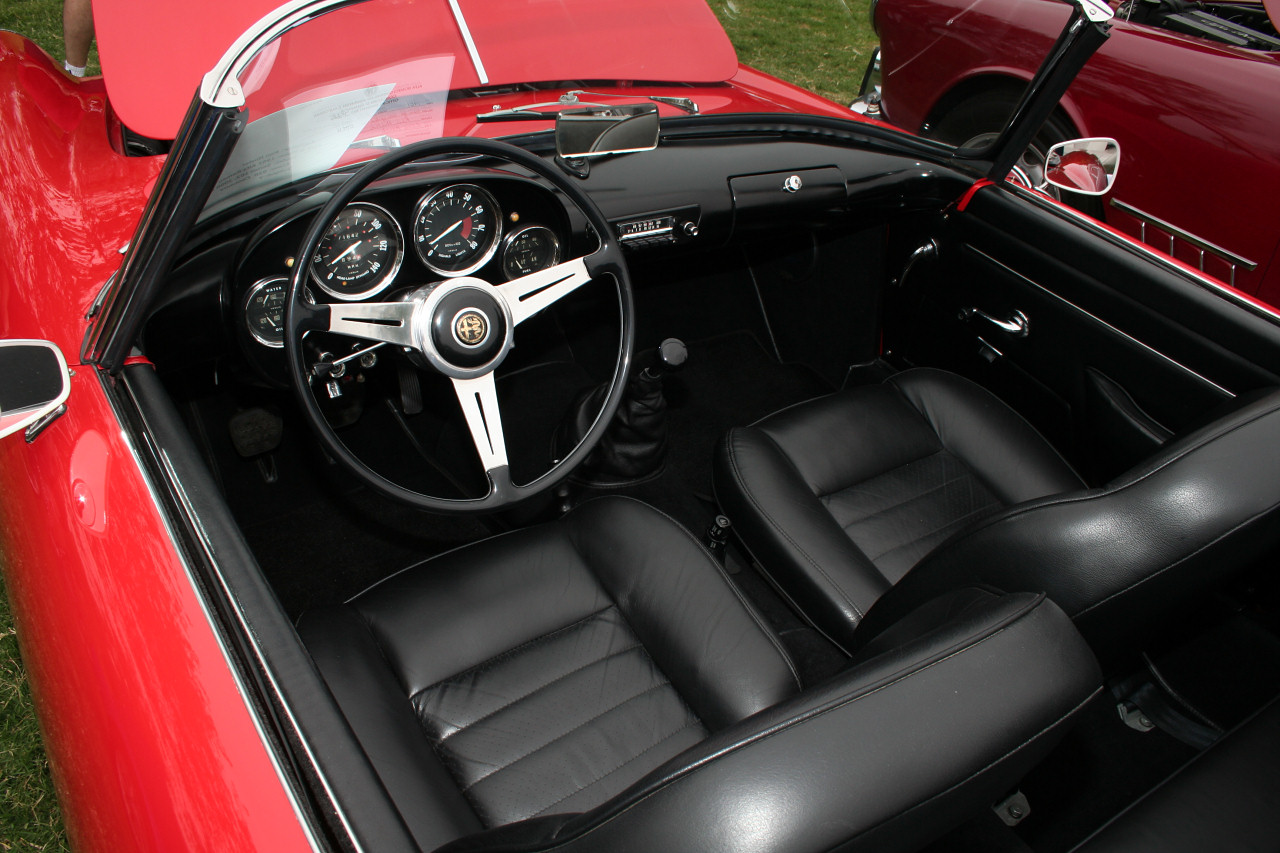
Gli interni di un'Alfa Romeo 2000 Spider

La carrozzeria, il cui bozzetto finale venne disegnato da Rodolfo Bonetto, riprende alcuni elementi stilistici della 2000 berlina ma meglio armonizzati, poiché più corta e compatta della quattro porte. Sul frontale incurvato è presente il tipico scudetto triangolare Alfa Romeo affiancato da due prese d'aria circondate da un profilo cromato che inglobano i fanali di posizione e le frecce. Sopra di essi sono posizionati gli anabbaglianti mentre sotto le lame del paraurti, sdoppiato. Il cofano è dotato di due prese d'aria separate e dei piccoli loghi alati della Carrozzeria Touring, senza la scritta Superleggera in corsivo perché la scocca è in acciaio, mentre i montanti del parabrezza sono cromati. La fiancata rettilinea è caratterizzata da due cromature sottoporta sovrapposte, in mezzo alle quali, sul parafango anteriore, si trovano delle griglie oblique, sempre cromate. Il paraurti posteriore cromato è unico e si allunga sulla fiancata. I fanali posteriori, a sviluppo verticale e circondati da una cornice cromata, sono montati sulla parte finale delle pinne che delimitano il cofano del bagagliaio, su cui si trovano il portatarga cromato e la scritta Alfa Romeo in ottone.
Nell’abitacolo vi sono due sedili separati, ben imbottiti e rivestiti in vinile, e un ripiano posteriore per alloggiare eventuali bagagli aggiuntivi. Il cruscotto, verniciato di nero, prevede una palpebra al cui interno si trovano quattro strumenti circolari, tachimetro/contachilometri e contagiri, più grandi, e, più piccoli, indicatore del livello della benzina, manometro dell’olio e termometro di acqua e olio. Il volante a tre razze è in bachelite nera con razze in alluminio e pulsante per il clacson. Al centro della plancia vi sono lo specchietto retrovisore e un alloggiamento per la radio mentre di fronte al passeggero si trovano un cassetto portaguanti, chiuso da uno sportello, e una maniglia di appiglio.
La linea della carrozzeria non è alterata dalla capote, che da aperta rientra in un apposito vano e da chiusa si armonizza con il resto del corpo vettura. Gli optional più importanti sono l'hard-top, i cerchi a raggi con gallettone di fissaggio, di serie vi sono quelli in lamiera stampata della berlina, e la possibilità di avere gli interni rifiniti in pelle.

### La 2000 Spider "America"

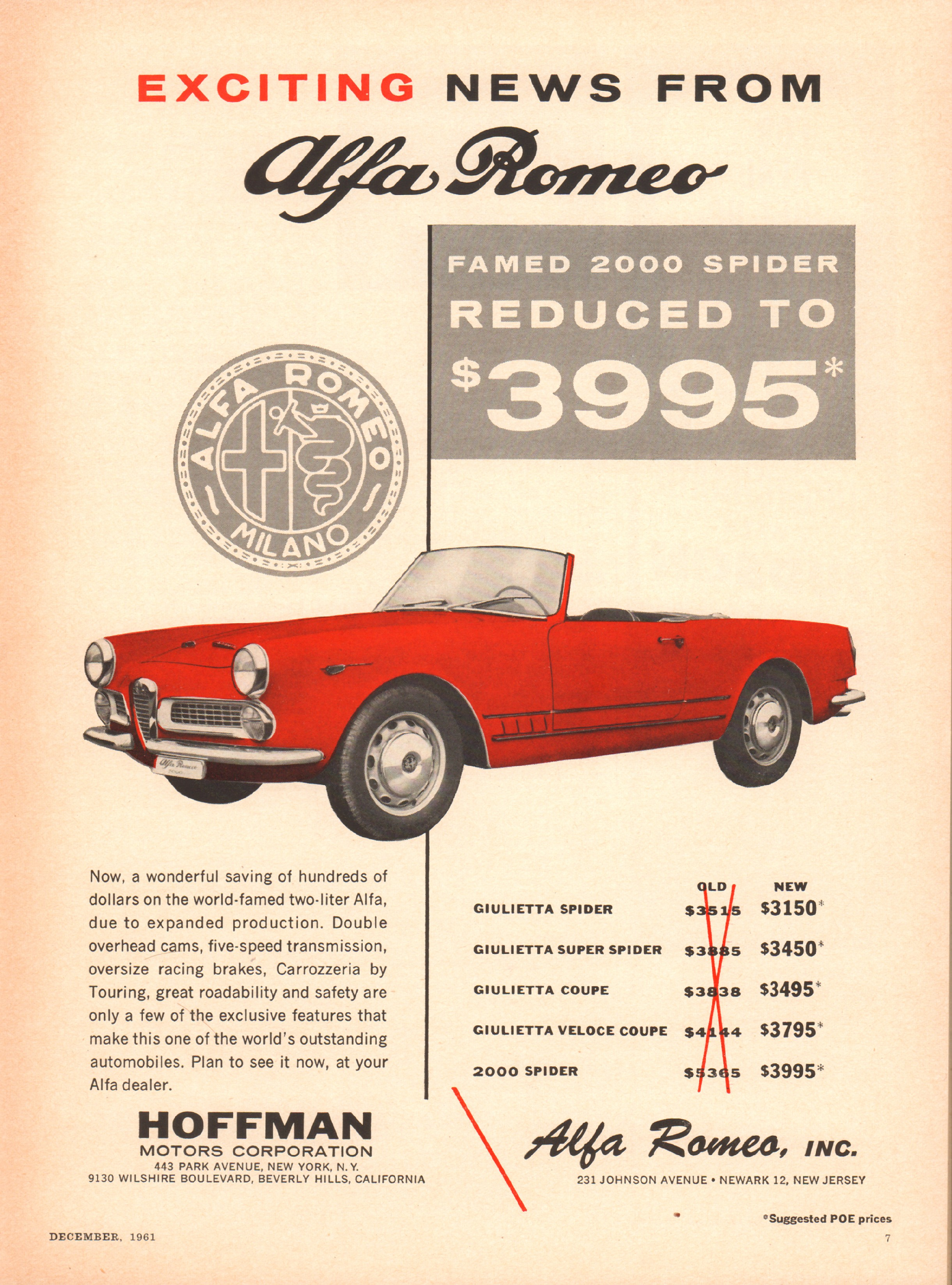
Pubblicità dell'Alfa Romeo 2000 Spider per il mercato americano

Il successo della 2000 Spider fu tale che, per accontentare la clientela USA rappresentata dall'importatore Max Hoffman, venne approntata la 2000 Spider America. Le differenze con la 2000 Spider "europea" sono limitate al cofano, su cui le prese d'aria sono avvicinate tra loro e separate da una striscia cromata, ai paraurti anteriore e posteriore, dotati di rostri, al baule, dove il logo della Carrozzeria Touring sostituisce la scritta Alfa Romeo, ed infine all'adeguamento alle norme nordamericane degli strumenti e delle luci posteriori.
A partire dal luglio 1961 la 2000 Spider può essere ordinata, in tutti i mercati, anche come due più due posti, ottenuti omologando la panchetta posteriore.

## La 2000 Sprint
Alla nuova serie 2000, composta da berlina e spider, manca la versione coupé, il corpo vettura che meglio si adatta ad un'Alfa Romeo. All'inizio si continua a produrre la "vecchia" 1900C SS "Giuliettona", lanciata l'anno prima, ma si spingono i migliori carrozzieri italiani ad esercitarsi sull'autotelaio della nuova Alfa Romeo, reso disponibile anche perché i clienti più facoltosi, ancora abituati alle vetture prodotte “su misura”, potessero farlo “vestire” secondo i propri gusti. Fino al 1960 arrivarono diverse proposte da Pinin Farina, con la 2000 Coupé Sestriere, da Vignale, con una coupé disegnata da Michelotti, e infine da Bertone, con due modelli, una versione due porte della berlina di serie e l'elegante coupé Sole, ma nessuna di queste viene accettata.

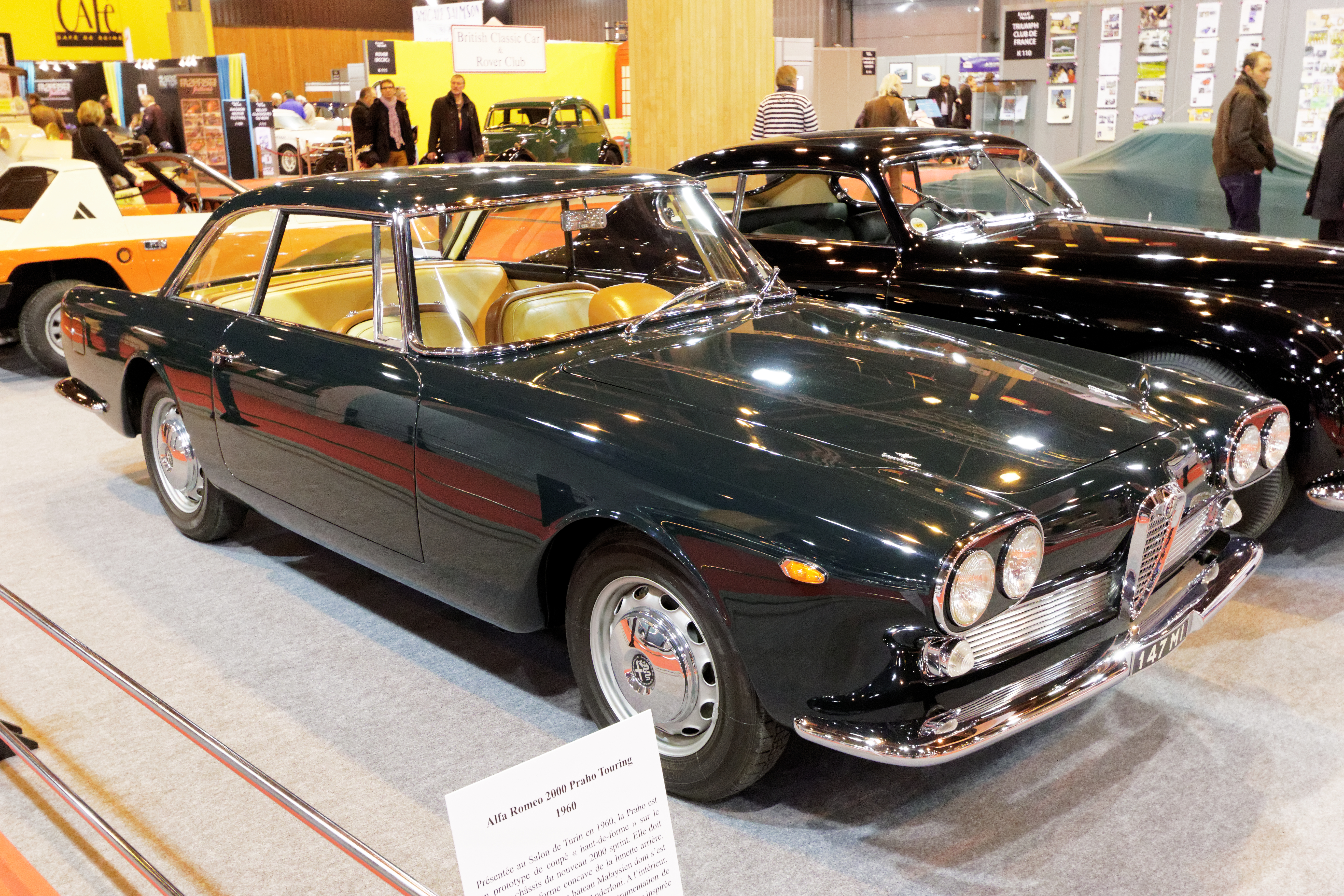
L'Alfa Romeo 2000 Sprint Praho

Così nel 1960 si decide di produrre un nuovo autotelaio Sprint con passo di 2580 mm, intermedio rispetto a quello di berlina e spider, equipaggiato con lo stesso motore da 115 CV della spider. La prima auto proposta su questo telaio è la 2000 Sprint Praho, una lussuosa coupé realizzata dalla Carrozzeria Touring nel 1960.
Il design prevede tre grandi particolarità: all'esterno vi sono doppi fari con il cofano depresso al centro e lunotto concavo, da cui deriva il nome; i praho infatti sono le tipiche imbarcazioni malesi dotate di poppa concava mentre all'interno è assente un cruscotto vero e proprio perché tutti gli strumenti sono raggruppati in una consolle montata sopra il tunnel centrale. Presentata al Salone dell'automobile di Torino 1960 rimase allo stadio di prototipo, nonostante le innovazioni presenti.

### La 2000 Sprint Bertone

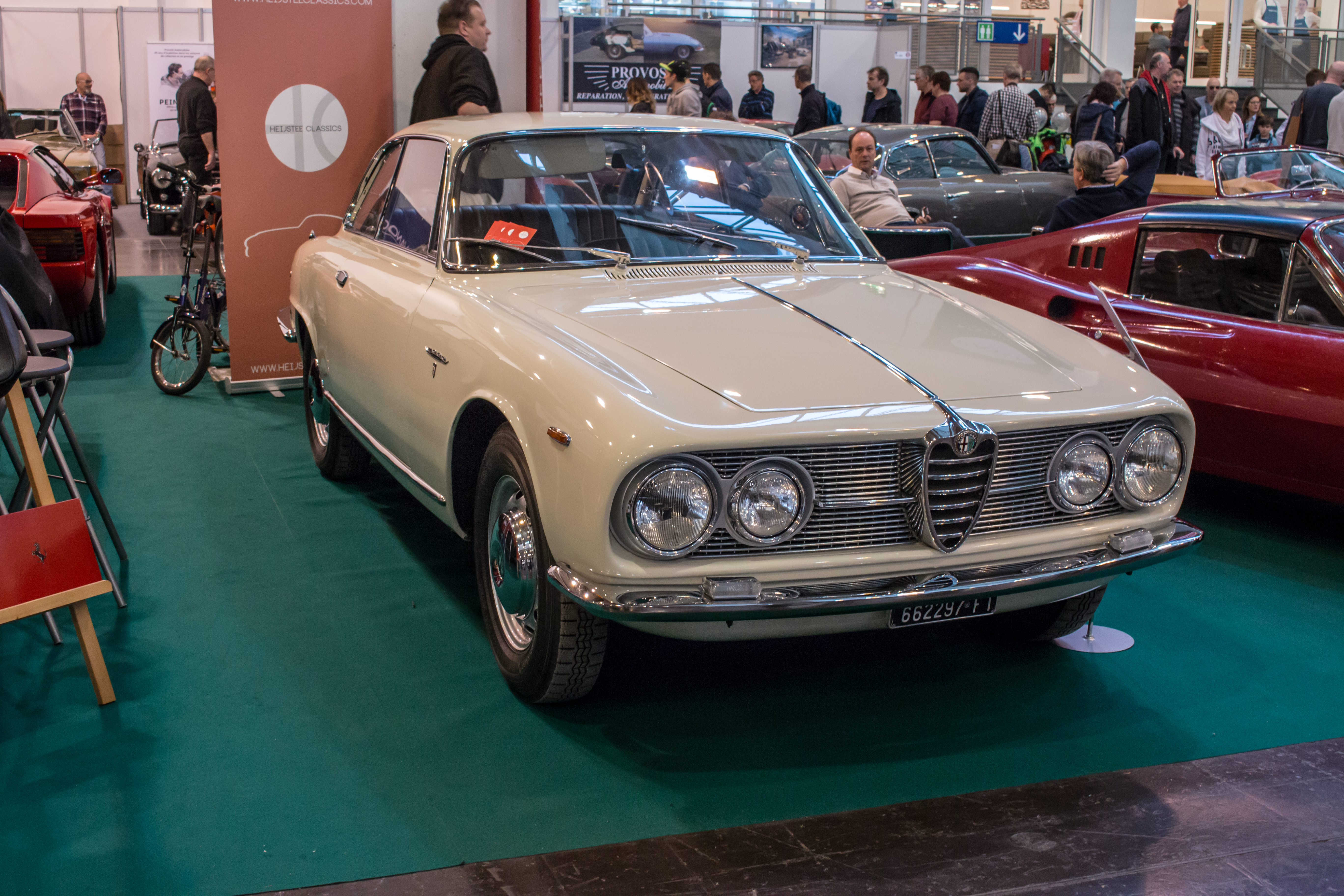
Il frontale di un'Alfa Romeo 2000 Sprint, si noti la griglia unica in cui sono integrati i doppi fari e lo scudetto Alfa Romeo.

La Praho rimase un prototipo anche perché contemporaneamente venne presentata la 2000 Sprint, disegnata da Giorgetto Giugiaro per la carrozzeria Bertone sullo stesso autotelaio. Questo modello venne giudicato molto positivamente dalla dirigenza Alfa Romeo e immediatamente messo in produzione grazie soprattutto al design del frontale, caratterizzato una novità assoluta.
Infatti, per la prima volta, il frontale è occupato da un'unica apertura coperta da una griglia; anche i fanali, doppi e di diametro diverso, sono inseriti all'interno della griglia stessa anziché essere montati sulla carrozzeria. Anche lo scudetto Alfa Romeo viene modificato e risalta in questa nuova configurazione perché, non più essendo appoggiato alla lamiera, acquisisce un certo spessore e si estende anche sul cofano, con una "coda" cromata. Il paraurti rimane una striscia cromata su cui sono montati gli indicatori di direzione.
La fiancata, con andamento simile a quello della Giulietta Sprint, è completamente liscia, con una striscia cromata sottoporta, lo stemma della Bertone montato sotto la scritta 2000 Sprint sul parafango anteriore e i passaruota posteriori "tagliati" da un rilievo della lamiera. Il posteriore è tronco e privo di pinne, con lo specchio di coda incassato entro cui si trovano i fanalini e il portatarga.
Nell’abitacolo vi sono quattro posti, i due anteriori su sedili separati ben imbottiti, e i due posteriori, più piccoli, su una panchetta; entrambi rivestiti in vinile e tessuto. Il cruscotto, dotato di un rivestimento superiore antiriflesso, una fascia centrale in tinta con la carrozzeria e un'imbottitura inferiore, prevede una palpebra nera al cui interno si trovano tre strumenti circolari affiancati, quello del tachimetro/contachilometri, quello unico con indicatore del livello della benzina e termometro di acqua e olio, e il contagiri. Il volante ha le tre razze in alluminio mentre la corona ed il pulsante del clacson in bachelite nera. Al centro della plancia vi è la scritta 2000 Sprint, identica a quella sul parafango, di fronte al passeggero si trovano un alloggiamento per la radio e un cassetto portaguanti, chiuso da uno sportello, mentre alle estremità le bocchette orientabili per la climatizzazione. Sotto la plancia, dietro la leva del cambio, ci sono il posacenere e i comandi della climatizzazione.
La meccanica, eccetto che per il passo accorciato a 2580 mm, rispecchia quello della 2000 Spider con motore da 115 CV e cambio a 5 marce con leva posta sul tunnel e anche qui si toccano i 175 km/h di velocità massima.
Alcuni esemplari di 2000 Sprint, tra gli ultimi prodotti, furono acquistati dalla Polizia di Stato ed assegnati alla Squadra Mobile e uno di essi è tuttora esposto nel museo delle auto della Polizia.

## La produzione
La serie 2000 venne prodotta tra il 1957 e 1962 quando venne sostituita dalla più prestante serie 2600, sostanzialmente le vecchie berlina, coupé e spider leggermente ristilizzate e dotate di un nuovo motore a 6 cilindri in linea. La 2000 berlina venne realizzata in soli 2799 esemplari, superata dalla ben più riuscita 2000 Spider Touring, con 3458 esemplari inclusi una quindicina di autotelai, cui si aggiunsero 704 Coupé Bertone, rari perché prodotti in un lasso di tempo più breve.

## Le FNM JK, 2000 e 2150

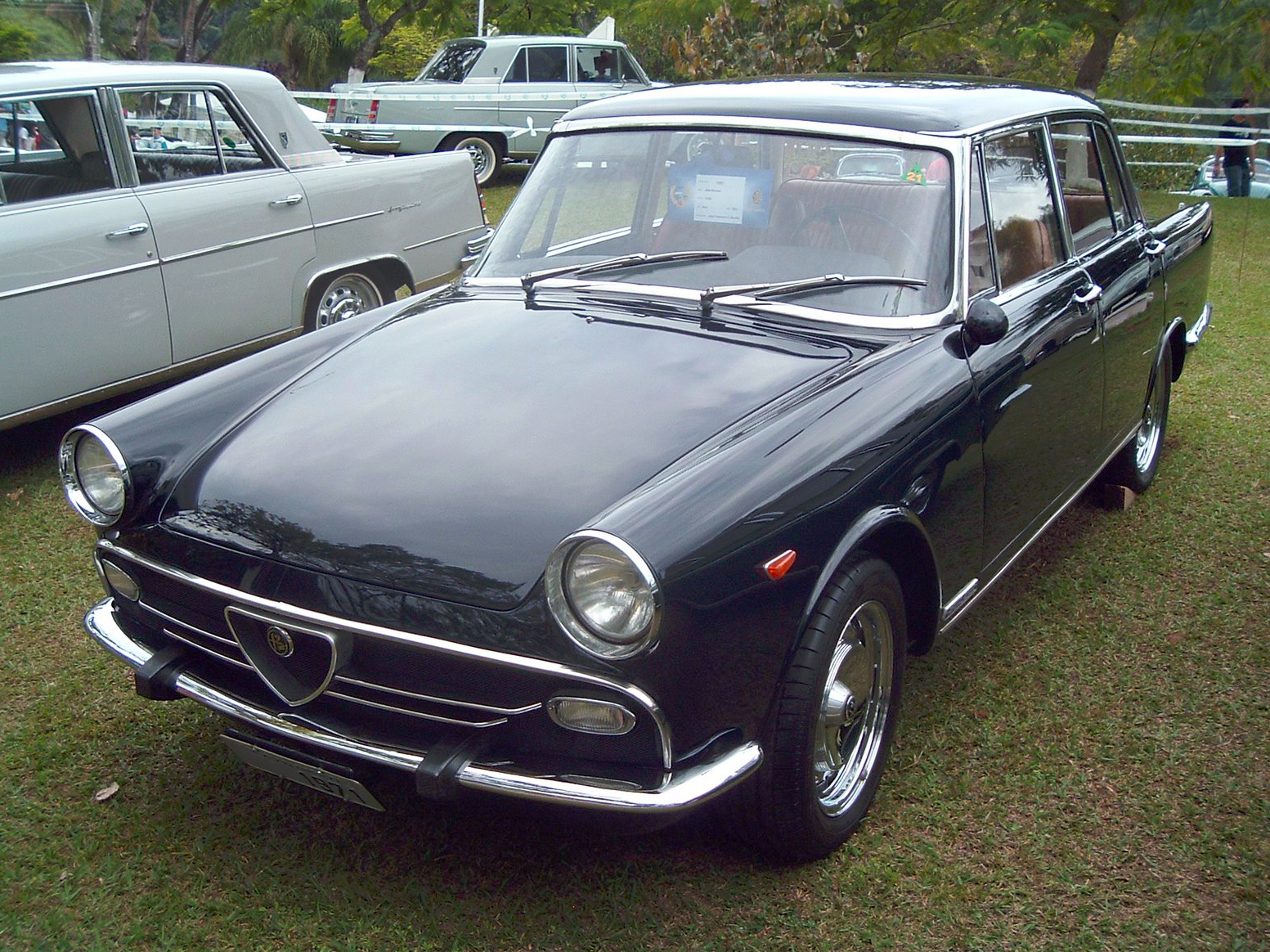
Una FNM 2150

Tra il 1960 e il 1973 la Fàbrica Nacional de Motores (FNM) ha prodotto in Brasile, a Xerém, su licenza Alfa Romeo, due modelli che derivano dalla 2000 berlina: la FNM 2000 e la FNM 2150.
Il primo modello lanciato sul mercato, inizialmente denominato FNM JK in onore del presidente brasiliano dell'epoca Juscelino Kubitschek, cambia nome in FNM 2000 dopo la sua caduta in disgrazia.
La FNM JK - 2000 è identica alla 2000 berlina italiana, con molte parti realizzate nello stabilimento del Portello, compreso il motore quattro cilindri in linea bialbero 1975 cm³ depotenziato a 95 CV, per funzionare meglio con la benzina brasiliana di bassa qualità, ma comunque in grado di spingere la vettura a 155 km/h. Nel 1966 sono introdotte la coupé 2000 Onça e una versione ad alte prestazioni, la 2000 TIMB (Turismo Internazionale Modello Brasile) con il motore potenziato a 130 CV. Nel 1969 la FNM venne acquistata dall'Alfa Romeo e la FNM 2000 venne sostituita dalla FNM 2150, sostanzialmente una FNM 2000 TIMB con motore maggiorato a 2132 cm³ e 125 CV e carrozzeria leggermente ristilizzata. Nel 1974 la FNM 2150 fu rimpiazzata dall'Alfa Romeo 2300, che ne eredita la meccanica dotandola di una nuova carrozzeria ispirata a quella contemporanea dell'Alfetta.